# 社本悠
社本悠（日语：／ Shamoto Haruka，1996年11月12日—）是日本的女性聲優，愛知縣出身。曾隸屬於賢Production，已于2024年12月27日离籍。

## 人物
2012年開始擔任愛知縣知多半島的宣傳角色《知多娘。》中的廣小路克拉拉，2016年畢業。
2016年4月前往東京。同年5月在賢Production的養成所就讀，後來被拔擢為《8 beat Story♪》的角色櫻木日向配音，同時以團體「8/pLanet‼︎」一員的身分演唱歌曲。2017年4月正式加入賢Production。

## 演出作品
※粗體字為主要角色。

### 電視動畫
2018年
- 新幹線戰士 THE ANIMATION（貫的弟弟／大門山兼六、女學生C、學生）
- 庫洛魔法使 透明牌篇（學生）
- 溫泉屋小女將（池月世里子[7]、店員、媒體人員、女性客1）
- 卡利古拉（女學生A）
- 銀河英雄傳說 Die Neue These 邂逅（女性徒））
- KIRA KIRA HAPPY★ 打開吧！見習神仙精靈（宮谷五月、涼子）
- パズドラ（ナツキ）
- 傀儡馬戲團（女子）

2019年
- 消滅都市（焰[8]）
- 我的英雄學院 第4期（女學生、男童）

2020年
- 寶可夢 旅途（同學）
- 花牌情緣3（補習班女子）
- エタニティ 〜深夜の濡恋ちゃんねる♡〜（伊藤華）－通常版
- 大貴族（女學生）

2021年
- SK∞（美紀）
- 我的英雄學院 第5期（女性異能解放軍成員）

2022年
- 蠟筆小新（小孩B）
- 式守同學不只可愛而已（女學生、購物客、CM旁白）
- 我的英雄學院 第6期（通信操作員）
- 聖劍傳說 Legend of Mana -The Teardrop Crystal-（修女、街上的人、珠魅）

2023年
- 開闊天空！光之美少女（市民、仲田紬、Punibird族、綠的義子、小孩、幼兒園兒童、女孩子、女性、兔子、觀眾、街上的人、玲奈、村民、高貴トリ）
- 我的英雄學院 第6期（少年）
- 【我推的孩子】
- 名偵探柯南（女店員）
- 希望之力～成年光之美少女'23～（社員、街上的人）
- 柚木家的四兄弟（同班同學）

2024年
- 寶可夢地平線（路人）
- 我的英雄學院 第7期（男童、異形市民）

2025年
- 鬼人幻燈抄（千歲[9]）

### 劇場版動畫
2018年
- 溫泉屋小女將（池月世里子）

### 遊戲
2016年
- 8 beat Story♪（櫻木日向[10]）

2018年
- CARAVAN STORIES（恰貝爾）
- 消滅都市2（焰）

2019年
- 寶可夢大師（亞莎）

### 廣播
- 知多娘。的廣播 知多娘。Station

### 網路節目
- 8 beat story News（2016年－）※每回輪替主持[11]
- 8/pLanet TV～8/pLanet!!出去課外活動（2016年－）

### 活動
- TAKE ON ME vol.5 ～Girls Music Lab～（2016年5月15日[12]）
- 8/pLanet‼︎ 1st Single発售記念@Tower Records澀谷店B1F（2016年6月11日[13]）
- 8 beat Story♪ 音之杜學園購買部 〜1周年記念活動 in AKIHABARA〜＠AKIHABARA Gamers本店6F（2017年5月14日[14]）
- 8 beat Story♪ 8/pLanet!! 1st LIVE 「老師！LIVE開始了！」DVD發售活動＠日本科學未來館 未來館大廳（2017年6月4日[15]）
- 8 beat Story♪ 8/pLanet!! 2nd LIVE「第2節課的科目是...」DVD發售活動＠YMCA亞洲青少年中心 Space Y大廳（2017年10月14日[16]）
- 8 beat Story♪ 8/pLanet!! 1st Anniversary 3rd LIVE ＠赤坂BLITZ（2017年11月12日[17]）
- 8 beat Story♪ 8/pLanet!! 3rd LIVE After Party！「放課後BLITZ！櫻木日向生誕祭」＠赤坂BLITZ（2017年11月12日[18]）
- 8/pLanet!! 1st Best Album『8』特別活動＠CUTUP STUDIO（2018年1月28日[19]）

### 其他
- 知多娘。（廣小路克拉拉）
- 寶物創庫WEBCM[20]

## 音樂CD

### 角色歌
| 發售日   | 商品名稱 | 演唱名義 | 歌曲                                  | 備註                          |
| 2016年   | 2016年 | 2016年 | 2016年                                | 2016年                        |
| -------- | --- | --- | ------------------------------------- | ----------------------------- |
| 6月8日   | | 8/pLanet! | 「」                                  | 遊戲《8 beat Story♪》主題曲   |
| 6月8日   | 櫻木日向（社本悠）、水瀨鈴音（吉井彩實）、姫咲杏梨（金魚和嘉菜）、星宮雪菜（和氣杏未）、源氏螢（吉村那奈美） | 「BoyFriend」                                                                                                | 遊戲《8 beat Story♪》相關歌曲         |                               |
| 6月8日   | 櫻木日向（社本悠）、水瀨鈴音（吉井彩實）、神樂月（吉岡美咲）                                                 | 「」 | 遊戲《8 beat Story♪》相關歌曲         |                               |
| 10月19日 | Halloween☆Night                                                                                              | 8/pLanet! | 遊戲《8 beat Story♪》相關歌曲         | 「Halloween☆Night」           |
| 10月19日 | Halloween☆Night                                                                                              | 櫻木日向（社本悠）、水瀨鈴音（吉井彩實）、姬咲杏梨（金魚和嘉菜）、星宮雪菜（和氣杏未）、源氏螢（吉村那奈美） | 遊戲《8 beat Story♪》相關歌曲         | 「」                          |
| 10月19日 | Halloween☆Night                                                                                              | 櫻木日向（社本悠）、姬咲杏梨（金魚和嘉菜）、星宮雪菜（和氣杏未）、神樂月（吉岡美咲）、源氏螢（吉村那奈美）   | 遊戲《8 beat Story♪》相關歌曲         | 「」                          |
| 11月23日 | BLUE MOON | 8/pLanet! | 遊戲《8 beat Story♪》相關歌曲         | 「BLUE MOON」                 |
| 11月23日 | BLUE MOON | 櫻木日向（社本悠）、水瀨鈴音（吉井彩實）、神樂月（吉岡美咲）、橘彩芽（青野菜月）、姬咲杏梨（金魚和嘉菜）     | 遊戲《8 beat Story♪》相關歌曲         | 「」                          |
| 11月23日 | BLUE MOON | 櫻木日向（社本悠）、神樂月（吉岡美咲）、橘彩芽（青野菜月）、星宮雪菜（和氣杏未）                             | 遊戲《8 beat Story♪》相關歌曲         | 「」                          |
| 12月14日 | | 8/pLanet! | 遊戲《8 beat Story♪》相關歌曲         | 「」                          |
| 12月14日 | 櫻木日向（社本悠）、水瀨鈴音（吉井彩實）、神樂月（吉岡美咲）                                                 | 「」 | 遊戲《8 beat Story♪》相關歌曲         |                               |
| 2017年   | | |                                       |                               |
| 4月12日  | DREAMER | 8/pLanet! | 「DREAMER」                           | 遊戲《8 beat Story♪》相關歌曲 |
| 4月12日  | DREAMER | 櫻木日向（社本悠）、橘彩芽（青野菜月）、星宮雪菜（和氣杏未）                                                 | 「」                                  | 遊戲《8 beat Story♪》相關歌曲 |
| 8月30日  | Rooting for You                                                                                              | 8/pLanet! | 「Rooting for You」 「Lovely Summer」 | 遊戲《8 beat Story♪》相關歌曲 |
| 11月15日 | 『8』 | 8/pLanet! | 「Days」                              | 遊戲《8 beat Story♪》相關歌曲 |
| 2018年   | | |                                       | 遊戲《8 beat Story♪》相關歌曲 |
| 8月17日  | | SPR5 | 「」 「」 「」                        | 遊戲《消滅都市2》相關歌曲     |
| 2019年   | | |                                       |                               |
| 1月9日   | Supreme Revolution                                                                                           | SPR5 | 「」 「」 「」 「」                   | 遊戲《消滅都市2》相關歌曲     |
| 1月9日   | Supreme Revolution                                                                                           | 焰（社本悠）、春香（直田姬奈）                                                                               | 「」                                  | 遊戲《消滅都市2》相關歌曲     |
| 1月9日   | Supreme Revolution                                                                                           | 焰（社本悠）                                                                                                 | 「」                                  | 遊戲《消滅都市2》相關歌曲     |

### 组合成员
1. 1 2 3 4 5 6  櫻木日向（社本悠）、水瀨鈴音（吉井彩實）、神樂月（吉岡美咲）、橘彩芽（青野菜月）、姬咲杏梨（金魚和嘉菜）、星宮雪菜（和氣杏未）、源氏螢（吉村那奈美）、芽衣（澤田美晴）
2. 1 2  焰（社本悠）、奈美（岩井映美里）、春香（直田姬奈）、蕾娜（大西亞玖璃）、悠亞（園山光）

## 外部連結
- 事務所官方簡歷 （页面存档备份，存于）（日語）
- 社本悠的X（前Twitter）（日語）
- 個人BLOG （页面存档备份，存于）（日語）